# Tour de l'horloge de Jaffa
La tour de l'horloge de Jaffa (en hébreu : מגדל השעון יפו, Migdal haShaon Yafo, en arabe : يافا برج الساعة) est l'une des sept tours horloge construites en Palestine pendant la période ottomane (1516-1917). Les autres se trouvent à Safed, Acre, Nazareth, Haïfa, Naplouse et Jérusalem, mais la dernière a été détruite.
Cette tour a été construite en l'honneur du jubilé d'argent (1901) du règne du sultan Abdülhamid II. Plus d'une centaine de tours similaires ont été construites dans l'Empire ottoman à cette occasion.

## Localisation
Elle se situe au milieu de la rue Yefet à l'entrée nord de Jaffa, très ancienne ville de Palestine qui est devenue en 1950 un quartier de la municipalité israélienne de Tel Aviv-Jaffa .

## Description
Le bâtiment est fait de pierre calcaire. La tour est dotée de deux horloges.
Il s'y trouve aussi une plaque à la mémoire des Israéliens morts au combat pendant la guerre israélo-arabe de 1948-1949.
Elle est analogue à la tour de l'horloge de Khan al-Umdan à Acre, construite dans le même but. .

## Histoire
La construction est financée par les contributions des habitants de la ville, juifs et arabes, sous l'égide de Joseph bey Moyal.
La première pierre est posée en septembre 1900. Au bout d'un an, deux étages ont été construits et le troisième est amorcé. La tour est achevée en 1903.
Elle est restauréee en 1965 : de nouvelles horloges sont installées et des fenêtres en mosaïques colorées conçues par Arie Koren représentant l'histoire de Jaffa ajoutées.
En 2004, elle fait partie d'une série philatélique sur les tours d'horloge en Israël avec celles de Safed, Acre, Haïfa et Jérusalem. Elle est représentée sur le timbre-poste de 1,3 shekel.